# Québec-Centre (circonscription fédérale)
Pour les articles homonymes, voir Québec (homonymie).
Circonscription électorale fédérale du Canada
Québec-Centre (précédemment Langelier de 1968 à 1993 et Québec de 1993 à 2025) est une circonscription électorale fédérale de la province de Québec (Canada) qui est représentée depuis 1968 à la Chambre des communes du Canada et qui a été créée en 1966.

L'arrondissement La Cité-Limoilou fait partie de la circonscription fédérale de Québec,.

## Description du territoire
Élections Canada définit en 2024 la circonscription comme suit :
Comprend :
a) la municipalité de paroisse de Notre-Dame-des-Anges;
b) la partie de la ville de Québec constituée : 
(i) de la partie de l'arrondissement de La Cité-Limoilou située au sud de la rivière Saint-Charles et de son estuaire;
(ii) de la partie de l'arrondissement des Rivières située au sud de l'autoroute 40 (autoroute Félix-Leclerc) et d'une ligne droite passant au centre des échangeurs de l'autoroute 40 (autoroute Félix-Leclerc) avec l'autoroute 73 (autoroute Henri-IV) jusqu'à la limite ouest de l'arrondissement des Rivières;
(iii) de la partie de l'arrondissement de Sainte-Foy–Sillery–Cap-Rouge située à l'est de l'avenue Maguire, de la côte de Sillery et de son prolongement jusqu'à la limite sud de la ville de Québec.
Les circonscriptions limitrophes sont Louis-Hébert à l'ouest, Louis-Saint-Laurent au nord et au nord-ouest, Charlesbourg—Haute-Saint-Charles au nord-est, Beauport—Limoilou à l'est et Bellechasse—Les Etchemins—Lévis au sud, de l'autre côté du fleuve Saint-Laurent.

## Historique
La circonscription de Langelier a été créée en 1966 avec des parties de Québec-Est, Québec-Ouest et Québec-Sud.
En 1990, Langelier est renommée Québec. Le premier député est Jean Marchand en 1968 du Parti libéral du Canada.
À la suite du processus de redécoupage électoral fédéral de 2022, la circonscription de Québec est renommée Québec-Centre par décret de représentation proclamé le 22 septembre 2023. Issue de la circonscription de Louis-Hébert, la partie de l'arrondissement de Sainte-Foy–Sillery–Cap-Rouge située à l'est de l'avenue Maguire est ajoutée aux anciennes limites de la circonscription pour former la nouvelle circonscription.

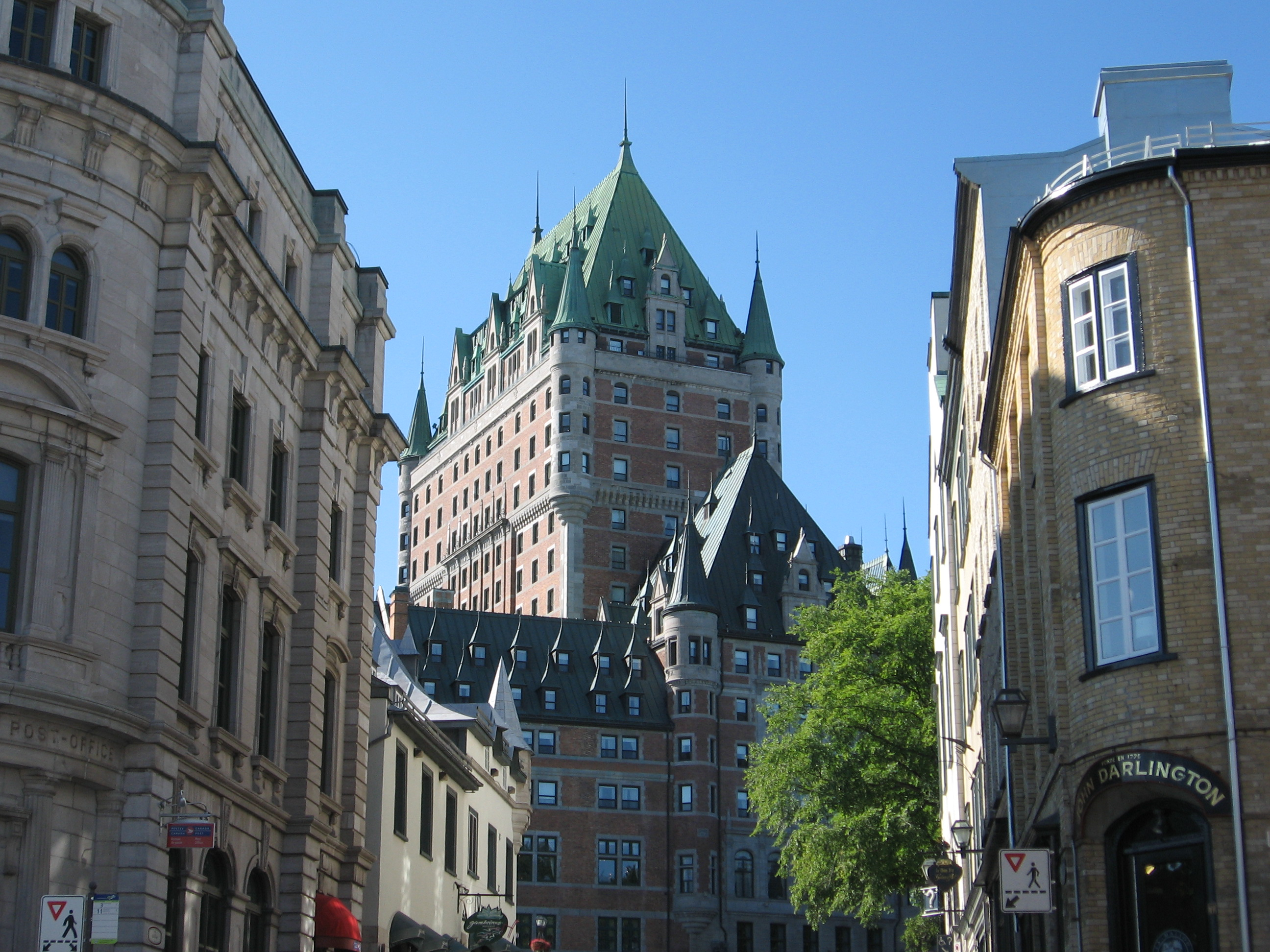
Le Vieux-Québec[9] fait partie de la circonscription.
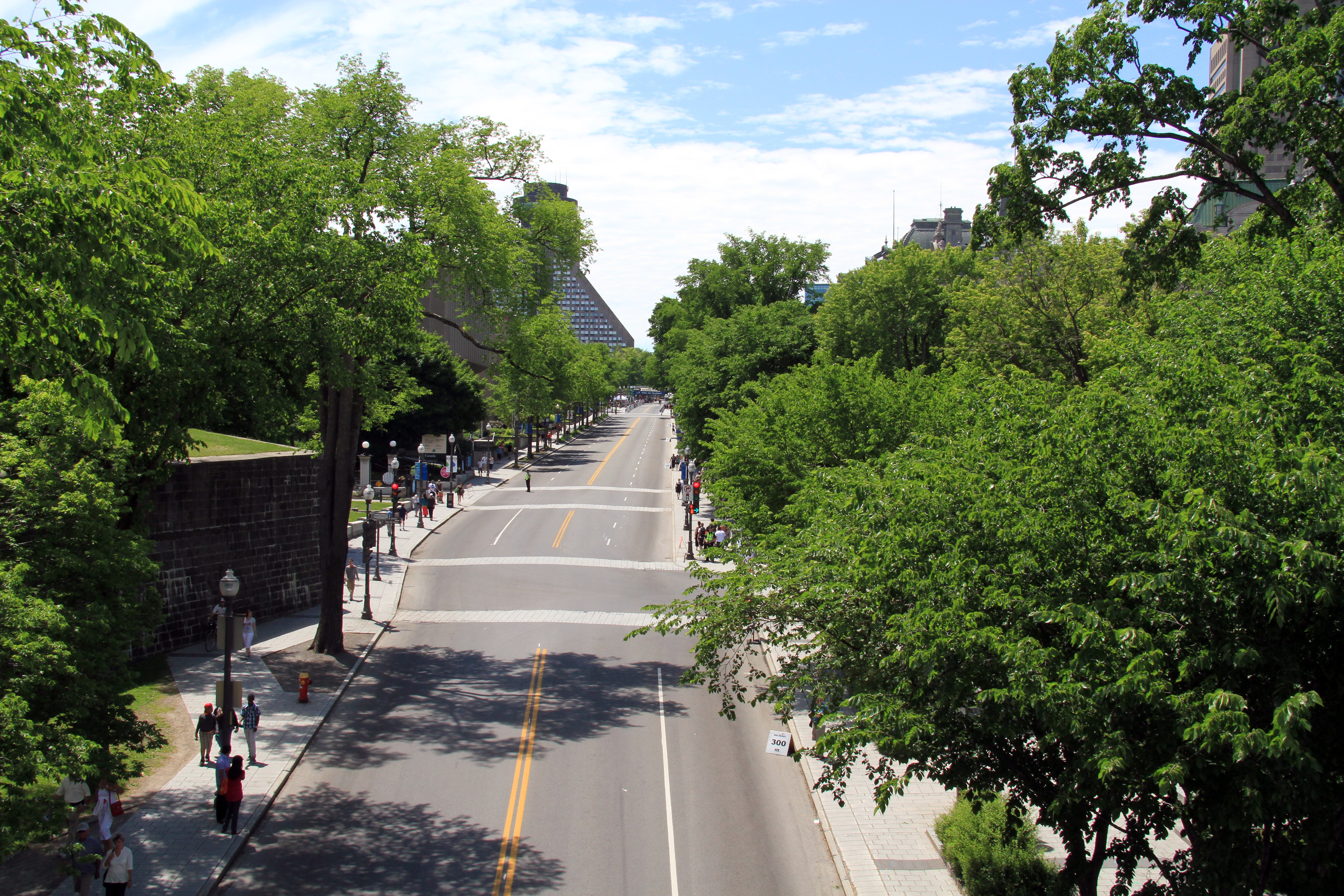
La Grande Allée[10] fait partie de la circonscription.

## Repères historiques
- À partir de 1968, le député de Langelier Jean Marchand devient un membre influent du Gouvernement libéral jusqu'en 1976[11].

- En 1977, le député de Langelier Gilles Lamontagne jouera plusieurs rôles au sein du Gouvernement fédéral de Trudeau : secrétaire parlementaire du Ministre de l’Énergie, des Mines et des Ressources, Ministre sans portefeuille, Ministre des Postes et Ministre de la Défense nationale[12].

- En 1990, quand Gilles Loiselle est député de  Langelier, la circonscription change de nom pour devenir la circonscription fédérale de Québec[13].

## Députés

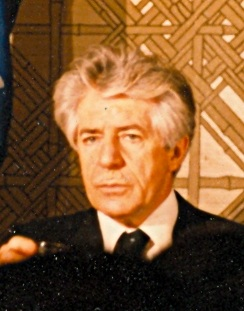
Jean Marchand du PLC représente la circonscription de 1968 à 1976.

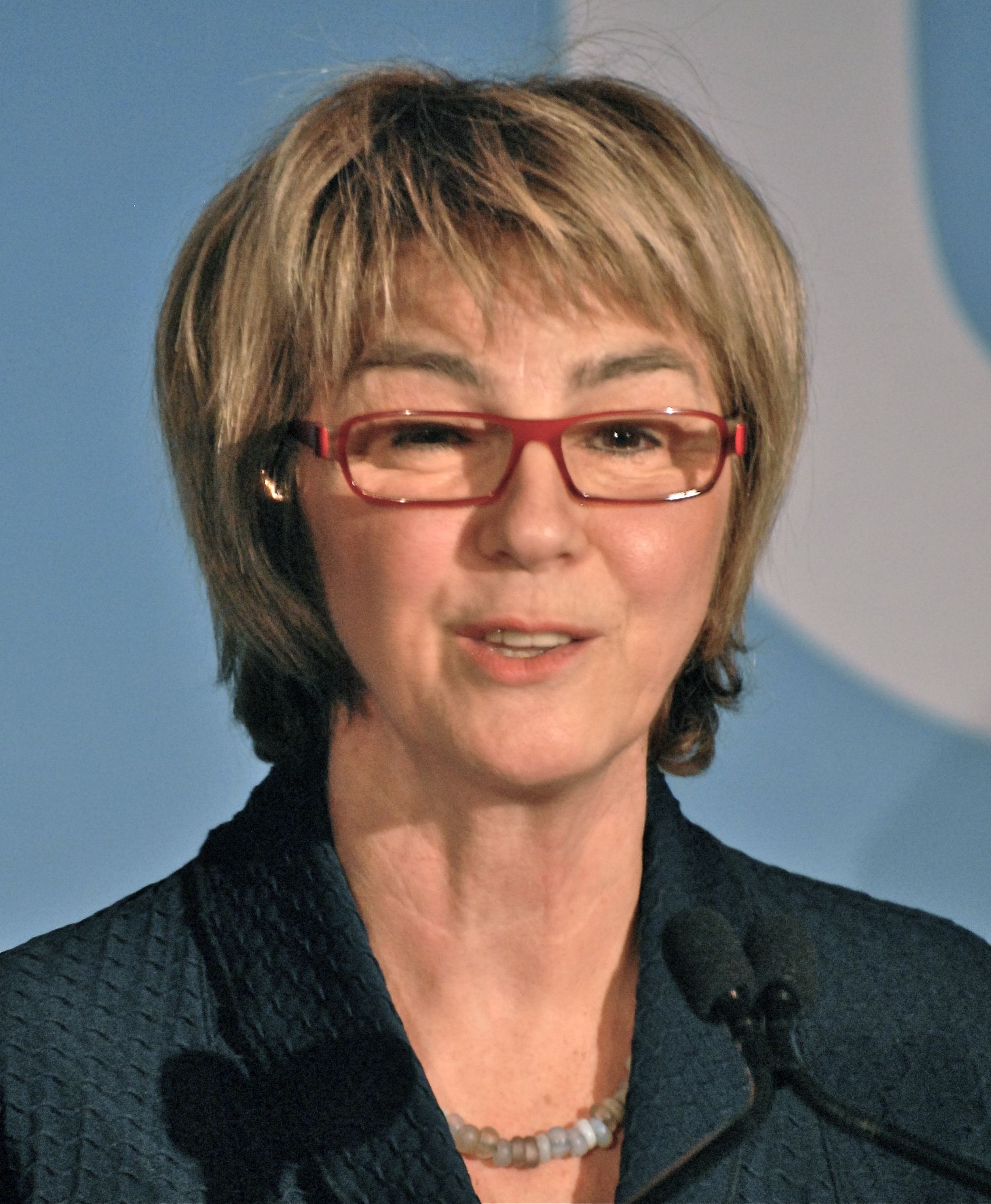
Christiane Gagnon, députée de Québec de 1993 à 2011.

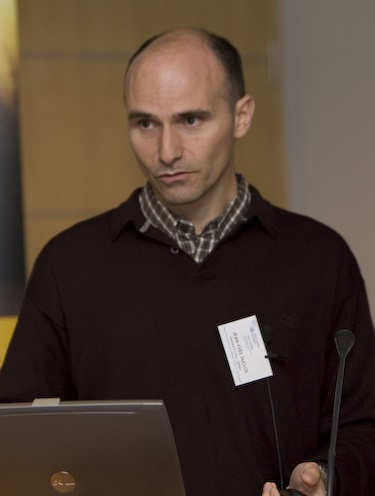
Jean-Yves Duclos, député actuel de Québec.

| Législature                                               | Années        | Député            | Parti | Parti                     |
| --------------------------------------------------------- | ------------- | ----------------- | ----- | ------------------------- |
| Langelier issue de Québec-Est, Québec-Ouest et Québec-Sud |               |                   |       |                           |
| 28e                                                       | 1968–1972     | Jean Marchand     |       | Libéral                   |
| 29e                                                       | 1972–1974     | Jean Marchand     |       | Libéral                   |
| 30e                                                       | 1974–1976     | Jean Marchand     |       | Libéral                   |
| 30e                                                       | 1977–1979     | Gilles Lamontagne |       | Libéral                   |
| 31e                                                       | 1979–1980     | Gilles Lamontagne |       | Libéral                   |
| 32e                                                       | 1980–1984     | Gilles Lamontagne |       | Libéral                   |
| 33e                                                       | 1984–1988     | Michel Côté       |       | Progressiste-conservateur |
| 34e                                                       | 1988–1993     | Gilles Loiselle   |       | Progressiste-conservateur |
| Québec                                                    |               |                   |       |                           |
| 35e                                                       | 1993–1997     | Christiane Gagnon |       | Bloc québécois            |
| 36e                                                       | 1997–2000     | Christiane Gagnon |       | Bloc québécois            |
| 37e                                                       | 2000–2004     | Christiane Gagnon |       | Bloc québécois            |
| 38e                                                       | 2004–2006     | Christiane Gagnon |       | Bloc québécois            |
| 39e                                                       | 2006–2008     | Christiane Gagnon |       | Bloc québécois            |
| 40e                                                       | 2008–2011     | Christiane Gagnon |       | Bloc québécois            |
| 41e                                                       | 2011–2015     | Annick Papillon   |       | Néo-démocrate             |
| 42e                                                       | 2015–2019     | Jean-Yves Duclos  |       | Libéral                   |
| 43e                                                       | 2019–2021     | Jean-Yves Duclos  |       | Libéral                   |
| 44e                                                       | 2021–2025     | Jean-Yves Duclos  |       | Libéral                   |
| Québec-Centre                                             |               |                   |       |                           |
| 45e                                                       | 2025–en cours | Jean-Yves Duclos  |       | Libéral                   |

## Résultats électoraux

### Tendances
| |
| - Parti libéral - Créditiste (ancien) - NPD - Progressiste-conservateur (ancien) - Parti vert - Bloc québécois - Alliance canadienne (ancien) - Parti conservateur - Parti populaire |

### Résultats détaillés
|       | Candidat                     | Parti          | # de voix | % des voix |
|       | Pierre Morasse               | Conservateur   | +09 330,  | 17,77 %    |
|       | Christiane Gagnon (sortante) | Bloc québécois | +14 684,  | 27,96 %    |
|       | François Payeur              | Libéral        | +04 735,  | 9,02 %     |
|       | Annick Papillon              | NPD            | +22 393,  | 42,64 %    |
|       | Yvan Dutil                   | Vert           | +01 144,  | 2,18 %     |
|       | Stefan Jetchick              | Héritage       | +00228,   | 0,43 %     |
| Total | Total                        | Total          | 52 514    | 100 %      |

|       | Candidat                    | Parti          | # de voix | % des voix |
|       | Myriam Taschereau           | Conservateur   | +12 943,  | 25,66 %    |
|       | Christiane Gagnon (sortant) | Bloc québécois | +21 064,  | 41,76 %    |
|       | Damien Rousseau             | Libéral        | +08 845,  | 17,54 %    |
|       | Catherine Roy-Goyette       | NPD            | +05 933,  | 11,76 %    |
|       | Yonnel Bonaventure          | Vert           | +01 650,  | 3,27 %     |
| Total | Total                       | Total          | 50 435    | 100 %      |